# Newell's Old Boys
Club Atlético Newell's Old Boys là một câu lạc bộ thể thao Argentina có trụ sở ở Rosario. Câu lạc bộ được thành lập vào ngày 3 tháng 11 năm 1903, và được đặt tên theo tên của Isaac Newell, một trong những người tiên phong bóng đá ở Argentina. Cầu thủ Lionel Messi từng chơi ở đây.